# Mahamat Ismaïl Chaïbo
Le général de corps d’armées Mahamat Ismaïl Chaïbo est un militaire tchadien.

## Biographie
Mahamat Ismaïl Chaïbo est un Zaghawa du clan Kapka Dourene.
Il a été chef de l’Agence nationale de sécurité puis des renseignements militaire le 28 septembre 2017, ainsi que ministre de l’Administration du territoire jusqu'à la mort du président Idriss Déby,
Il est par ailleurs le cousin d’Hassan Mohammed Abdallah Borgo, directeur des Affaires africaines du Congrès national (NCP),, et de son frère Abakar Borgo, directeur de la radio privée El Nasser.
Il appartient aussi à la famille de Jibril Abdelkarim « Tek », un ancien poids lourd zaghawa de la rébellion darfourie du Mouvement pour la justice et l’égalité (MJE).
Après la mort d'Idriss Déby le 20 avril 2021 et la prise de pouvoir de son fils Mahamat Idriss Déby, il devient membre du Conseil militaire de transition.